# Microsoft Train Simulator
A Microsoft Train Simulator (rövidítve: MSTS) a Microsoft 2001-ben kiadott vasútszimulátora. A 2009-es év folyamán tervezték kiadni a Microsoft Train Simulator 2-t, de a válság miatt a Microsoft törölte a programot.

## Pályák
- Settle to Carlisle-vasútvonal, a "Flying Scotsman" gőzmozdonnyal,
- Northeast Corridor (Philadelphia–Washington között) az USA-ban az Acela expressel,
- Marias Pass vonalon az USA-ban a BNSF vasúttársasággal,
- Odakyu Odawara vasútvonalon Japánban,
- Hisatsu vasútvonalon szintén Japánban,
- Arlberg vasútvonal Ausztriában (Innsbruck - St. Anton között) között az Orient Expresszel.

## Gépigény
A játék grafikája tág határok közt skálázható, így elindul egy Pentium 2-es számítógépen is, 64 MB RAM-mal. A merevlemezen a teljes telepítés kb. 1,7 GB helyet igényel.
Maximális grafikai felbontásnál azonban nem árt egy Pentum 4-es számítógép, 1 GB RAM-mal és egy 128 MB-os videókártya.
A játék csak Microsoft Windows operációs rendszeren indul el.

## Kiegészítők
A játék felépítése nyílt, így lehetőség volt új pályákat és járműveket létrehozni. Magyarországon az első mozdonyok az M41 és M61 voltak, de gyakorlatilag szinte az összes jelenkori magyar mozdony bemodellezésre került számos szerkesztőcsapat és egyéni fejlesztő által (pl. V43, M62, V63, M63, M44 stb.). Nemzetközi szinten pedig megszámlálhatatlan mennyiségű mozdony, vagon és pálya készült a rajongók jóvoltából.

## Alföld 7.2
Több magyaros hangulatú, fantázia szülte pálya is készült, de az igazán nagy népszerűséget a 2007-es év pályakiegészítőjének megszavazott "Alföld 3" érte el, melyben a készítő számos magyar vonalat helyezett át a virtualitásba látványosan, a valóságnak megfelelő módon. Ilyen vonalak a 2-es (Budapest-Esztergom), a 70-es (Budapest-Vác-Szob), a 71-es (Budapest-Vácrátót-Vác), a 100a (Budapest-Cegléd-Szolnok), a 140-es (Cegléd-Szeged), a 142-es (Budapest-Lajosmizse-Kecskemét), a 145-ös (Szolnok-Kiskunfélegyháza) és a 146-os (Kecskemét-Lakitelek).
2008 óta elérhető az Alföld negyedik kiadása, melyben megjelent a Kelebia-Kiskunhalas, a Kiskunhalas-Kiskunfélegyháza, a Kiskunfélegyháza-Szentes vasútvonal. 2009 decemberében megjelent az Alföld 5, amelyben egészen Debrecenig vonatozhatunk (100-as vonal). A készítőnek hála, 2010 júniusában először az 5.1-es módosítással kiegészült a Püspökladány-Biharkeresztes fővonallal (101-es), ezzel már három ponton érhető el a határ (Kelebiánál a szerb, Biharkeresztesnél a román, míg Szobnál a szlovák határ). A pálya 2010 júliusában az Alföld 5.2-vel tovább bővült a Szolnok - Békéscsaba - Lőkösháza vonallal (120-as), ezzel a román határ egy másik ponton is elérhetővé vált. 2010 októberében érkezett az Alföld 5.3, mely a Szeged - Békéscsaba (135-ös) vonalat tartalmazza. Ezt követte az 5.4-es verzió, melyben a Szolnok - Szentes - Hódmezővásárhely (130-as) és a Lakitelek - Kunszentmárton (146-os) vonalak épültek meg.
A 100-as vonal meghosszabbítása Nyíregyháza-Záhonyig és a 128-as vonal Békéscsaba és Gyula közötti szakaszának megépítése 2012-ben készült el.
Az Alföld 6.3-as verziójában megépült a Ferencvárosi állomás és rendező, és a Ferencváros-Kiskunhalas szakasz, ezzel teljessé vált a 150-es vonal is, a Keleti pályaudvar kivételével.
Az Alföld 6.4-es verziójában bővült a hálózat a Nyíregyháza-Miskolc szakasszal, így a 80-as vonal egy része is bekerült a játékba.
Az Alföld 6.5-ben megépült a Budapest-Miskolc szakasz is, ezzel együtt végre a Keleti pályaudvar is bekerült a játékba. A körvasút is megépült. A játékban lévő tile-méret korlátozások miatt trükkösen kellett megépíteni a Keleti pályaudvart, a valóságostól kissé délebbre épült meg, így viszont nem került egy tile-ra a Nyugatival, kiküszöbölve a maximális tile-méretek miatti akadályt.
Az Alföld 6.6-ban megépült a Budapest-Keleti - Szolnok közötti 120a vonal, ezzel teljessé vált a 120-as vonal is, továbbá a 82-es Újszász-Hatvan vonal is bekerült a pályába.
Az Alföld 7-ben jópár helyen át lettek építve vasútvonalak és állomások, a valóságban zajló felújítási munkák eredményét megjelenítve a játékban is. Átépült Vác állomás, továbbá a 2-es vonal Újpest mh. és Esztergom-Kertváros között, a 100-as vonal is átépült Szolnok és Püspökladány között és a 120-as vonal Szolnok és Békéscsaba között. Új vonalként megépült a Füzesabony-Eger vonal és a Mezőzombor-Sátoraljaújhely vonal is.
Az Alföld 7.1-ben megépült a 154-es Kiskunhalas-Baja vonal. Bár a 154-es vonal Bátaszékig tart, az Alföldben csak Bajáig lett megépítve, mert itt van az alföldi és dunántúli vonatok végállomása is.
A jelenlegi Alföld 7.2-es verzióban megépült a 90-es, (Miskolc)-Felsőzsolca-Hidasnémeti vonal.
A soron következő, hamarosan kiadásra kerülő Alföld 7.3-ban benne lesz a 127-es vonal Gyomától Körösnagyharsányig, és a 128-as vonal Püspökladány-Szeghalom és Vésztő-Kötegyán között. Érdekesség, hogy a 127-es vonal Vésztő-Körösnagyharsány közötti szakasza 2009-ben bezárt.
Az Alföld pálya frissítésekbe az új szakaszokon és vonal átépítéseken kívül rengeteg javítás, új hangosbemondók és új objektum is került